# Bligny-le-Sec
Bligny-le-Sec è un comune francese di 167 abitanti situato nel dipartimento della Côte-d'Or nella regione della Borgogna-Franca Contea.

## Società

### Evoluzione demografica
Abitanti censiti